# Andy Gillet
Andy Gillet (Reunion, 8 luglio 1981) è un modello e attore francese.

## Biografia
Cresciuto in alta Savoia, figlio di un poliziotto e una segretaria, ha un fratello minore.
Dopo gli studi effettuati presso un istituto commerciale a Nancy, tra il 1999 e il 2001 frequenta un corso d'arte drammatica, per trasferirsi nel 2002 a Parigi ove continua gli studi teatrali e completando gli studi nel 2004. Si rivolge però inizialmente in particolare al mondo della moda e della pubblicità, ove viene presto conosciuto ed apprezzato.
La sua prima apparizione da protagonista in teatro è stata nel ruolo di Caligola, in una messa in scena del celebre Charles Berling nel 2005. Ha fatto il suo debutto televisivo nel 2005 in Maurice Druon, remake di le rois maudids; apparendo poi successivamente anche in altre serie televisive francesi.
Al cinema arriva l'anno dopo, nel 2006, nel film di Anne Fontaine La nouvelle change e L'homme de sa vie di Zabou Breitman. L'anno seguente ha partecipato come protagonista nel film Gli amori di Astrea e Céladon dell'acclamato regista Éric Rohmer, grazie al quale riceve un premio come giovane rivelazione maschile nel cinema francese.
Tra gli altri film in cui ha avuto un ruolo occorre menzionare Antique (film), pellicola coreana che ebbe un buonissimo riscontro giungendo fino al festival di Berlino, in cui assume il ruolo di un amante omosessuale francese d'un ragazzo coreano. Nel film seguente ha poi anche lavorato come assistente alla regia.
Nel 2011 sceglie d'incarnare il personaggio proustiano Robert de Saint-Loup nel telefilm ispirato all'opera Alla ricerca del tempo perduto. 
Ha tenuto anche lezioni di recitazione: attualmente fa la pubblicità per il profumo Kenzo Power prodotto da Kenzō Takada

## Filmografia

### Cinema
- 2006: Nouvelle Chance di Anne Fontaine - è Raphaël
- 2006: L'Homme de sa vie di Zabou Breitman - è Hugo jeune homme
- 2007: Gli amori di Astrea e Céladon di Éric Rohmer - è Céladon
- 2008: Vieillesse ennemie (cortometraggio) - è le meneur
- 2008: Antique (film) (서양골동양과자점 엔티크), film sudcoreano di Min Kyu-Dong - è Jean-Baptiste Evan
- 2009: La Dérive (+ assistente alla regia)
- 2010: Une histoire triste (cortometraggio) - è le mannequin
- 2011: Loverly - è l'homme
- 2012: Mirror of Happiness - è Pierrot

### Televisione
- 2005: La maledizione dei templari - è Hugues le Despenser
- 2009: Un village français - è Michel Bellini
- 2009: Éternelle - è Thierry
- 2011: À la recherche du temps perdu- è Robert de Saint-Loup
- 2011: Le Destin de Rome  (docufiction)- è Octave
- 2011: L'Amour fraternel - è Henri

## Teatro
- 2004: Un mese in campagna di Ivan Turgenev - è Beliaev
- 2004: Bajazet di Jean Racine - è Bajazet
- 2005: Caligola di Albert Camus
- 2010: Chéri, adattamento teatrale dal romanzo di Colette

## Agenzie
- Why Not Model Agency
- Sight Management
- Elite Model Management - Copenaghen
- Click Models